# Mirante (Bahia)
Mirante is een gemeente in de Braziliaanse deelstaat Bahia. De gemeente telt 8.375 inwoners (schatting 2009).

## Aangrenzende gemeenten
De gemeente grenst aan Boa Nova, Bom Jesus da Serra, Caetanos, Contendas do Sincorá, Manoel Vitorino en Tanhaçu.